# The Battle of Love
The Battle of Love è un cortometraggio muto del 1914. Il nome del regista non viene riportato.

## Trama
Una showgirl, con la sua presenza, cerca di impedire il matrimonio di un giovane.

## Produzione
Il film fu prodotto dalla Essanay Film Manufacturing Company. Venne girato a Chicago, dove la casa di produzione aveva la sua sede principale.

## Distribuzione
Distribuito dalla General Film Company, il film - un cortometraggio di tre bobine - uscì nelle sale cinematografiche statunitensi il 19 dicembre 1914.